# 30º Congresso degli Stati Uniti d'America
Il 30º Congresso degli Stati Uniti d'America, formato dal Senato e dalla Camera dei rappresentanti, si è riunito a Washington, D.C. presso il Campidoglio dal 4 marzo 1847 al 4 marzo 1849, costituendo il ramo legislativo del governo degli Stati Uniti d'America. 
Riunitosi durante gli ultimi due anni dell'amministrazione del presidente James K. Polk, questo Congresso ha visto una maggioranza democratica al Senato e una maggioranza Whig alla Camera. Fu l'unico Congresso in cui venne eletto Abraham Lincoln e l'assegnazione dei seggi alla Camera fu basata sui dati del censimento del 1840.

## Principali eventi

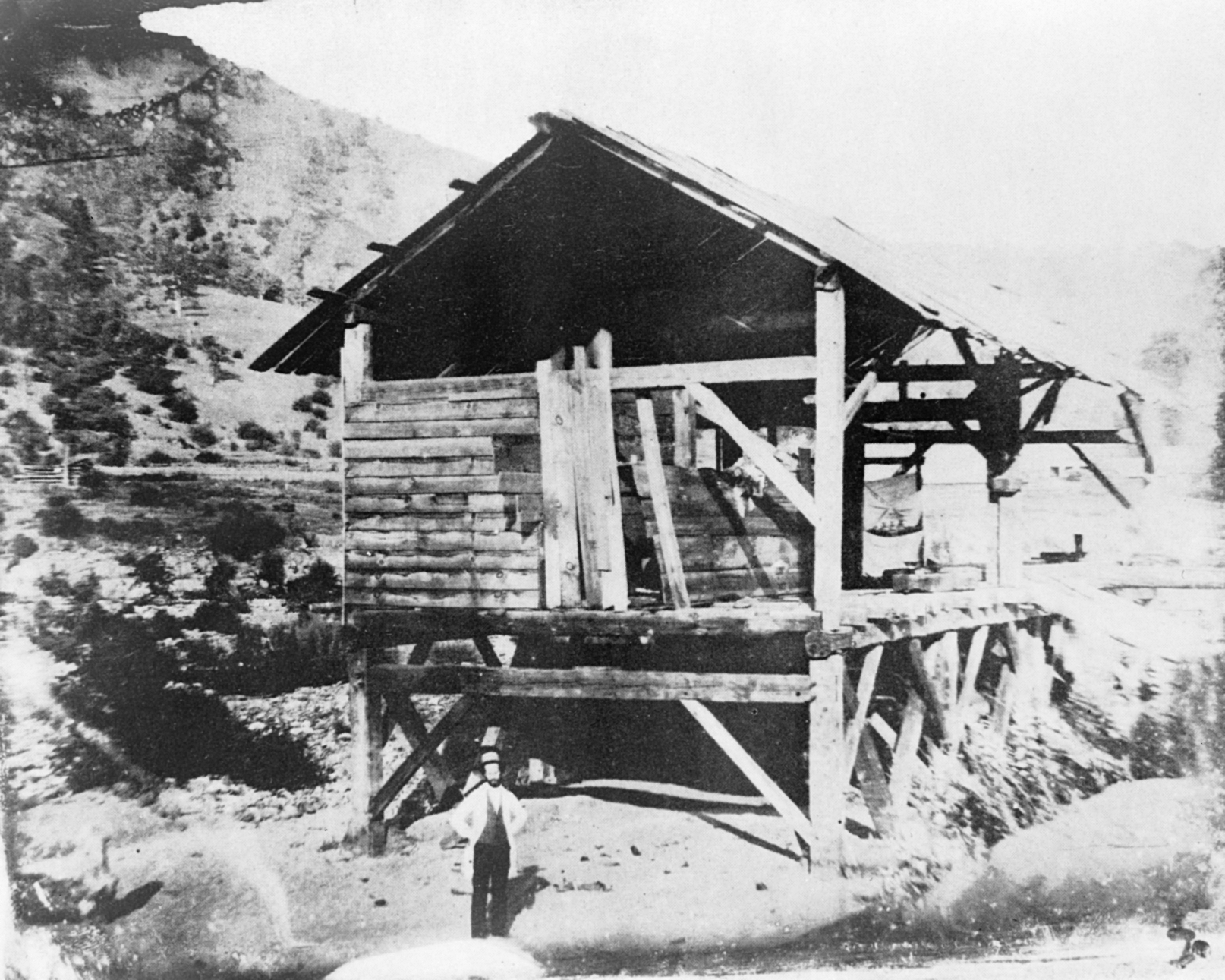
Sutter's Mill, punto di origine della corsa all'oro californiana

- 1º luglio 1847: gli Stati Uniti emettono il primo francobollo
- 24 gennaio 1848: ritrovamento dell'oro presso Sutter's Mill, che dà origine alla corsa all'oro californiana
- 31 gennaio 1848: istituzione del monumento a Washington
- 29 maggio 1848: il Wisconsin diventa il 30º stato degli Stati Uniti
- 23 febbraio 1848: l'ex presidente John Quincy Adams, divenuto rappresentante del Massachusetts, muore nell'ufficio dello Speaker dopo aver avuto un infarto nella Camera.
- 19 luglio 1848: Convenzione di Seneca Falls
- 7 novembre 1848: alle elezioni presidenziali il Whig Zachary Taylor batte Lewis Cass nelle prime elezioni presidenziali tenutesi nello stesso giorno in tutti gli stati.
- 1846–1848: guerra messico-statunitense.

## Trattati
- 2 febbraio 1848: il trattato di Guadalupe Hidalgo pose fine alla guerra messico-statunitense e configurò la cessione agli Stati Uniti del territorio degli attuali Stati Uniti sud-occidentali.

## Stati ammessi e territori istituiti
- 28 maggio 1848: il Wisconsin viene ammesso come 30º stato dell'Unione.
- 14 agosto 1848: venne costituito il Territorio dell'Oregon nel territorio ceduto dalla Gran Bretagna.
- 3 marzo 1849: venne costituito il Territorio del Minnesota nel territorio dell'ex Territorio del Wisconsin.

## Partiti

### Senato
Nel corso della legislatura furono aggiunti due seggi per il nuovo stato del Wisconsin.
|                             | Partiti                       | Partiti      | Partiti  | Partiti | Totali | Vacanti |
| Democratico (D)             | Democratici Indipendenti (ID) | Liberty (LO) | Whig (W) |         | Totali | Vacanti |
| --------------------------- | ----------------------------- | ------------ | -------- | ------- | ------ | ------- |
| Congresso precedente        | 31                            | 0            | 1        | 24      | 56     | 2       |
|                             |                               |              |          |         |        |         |
| Inizio                      | 34                            | 1            | 0        | 20      | 55     | 3       |
| Fine                        | 38                            | 1            | 0        | 21      | 60     | 0       |
| % a fine Congresso          | 63,3%                         | 1,7%         | 0,0%     | 35,0%   |        |         |
|                             |                               |              |          |         |        |         |
| Inizio Congresso successivo | 33                            | 0            | 0        | 25      | 58     | 2       |

### Camera dei rappresentanti
Nel corso della legislatura furono aggiunti due seggi per il nuovo stato del Wisconsin.
|                             | Partiti         | Partiti                       | Partiti          | Partiti  | Partiti | Totali | Vacanti |
| American (A)                | Democratico (D) | Democratici Indipendenti (ID) | Indipendenti (I) | Whig (W) |         | Totali | Vacanti |
| --------------------------- | --------------- | ----------------------------- | ---------------- | -------- | ------- | ------ | ------- |
| Congresso precedente        | 12              | 137                           | 0                | 0        | 77      | 226    | 2       |
|                             |                 |                               |                  |          |         |        |         |
| Inizio                      | 1               | 107                           | 2                | 1        | 116     | 227    | 1       |
| Fine                        | 1               | 110                           | 2                | 1        | 116     | 230    | 0       |
| % Fine                      | 0,57%           | 48,0%                         | 1,0%             | 0,5%     | 50,5%   |        |         |
|                             |                 |                               |                  |          |         |        |         |
| Inizio Congresso successivo | 1               | 113                           | 0                | 0        | 107     | 221    | 1       |

## Leadership

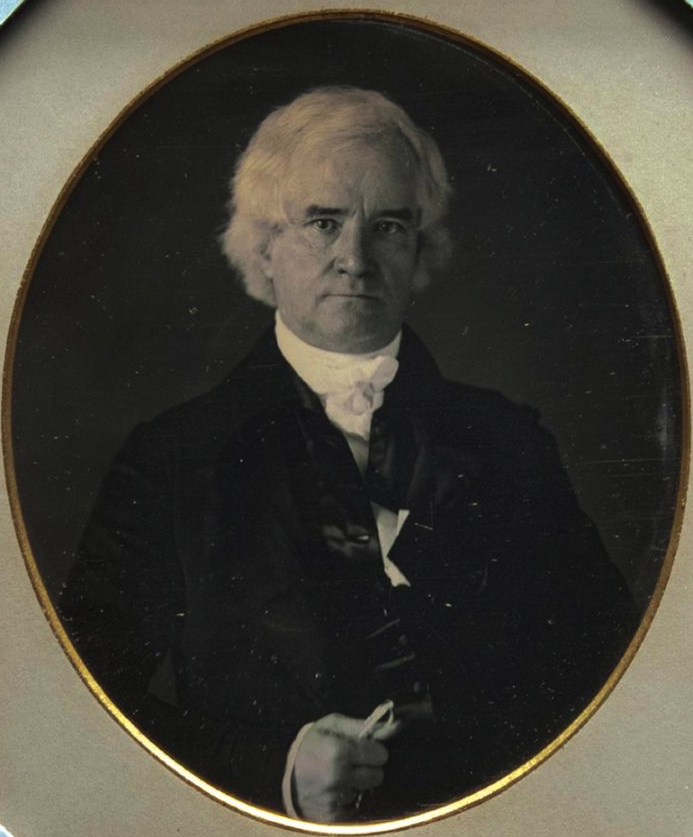
Il presidente del Senato, George M. Dallas (D).

### Senato
- Presidente: George M. Dallas (D)
- Presidente pro tempore: David Rice Atchison (D)

### Camera dei rappresentanti
- Speaker: Robert C. Winthrop (W)

## Membri

### Senato
2 democratici
     1 democratico e 1 Whig
     2 Whig

L'appartenenza partitica dei senatori all'inizio del 30° Congresso. Le strisce verdi nel New Hampshire rappresentano il democratico indipendente John P. Hale. I senatori di Iowa e Wisconsin non si insediarono se non più avanti durante la legislatura.
2 democratici
1 democratico e 1 Whig
2 Whig

I senatori sono eletti ogni due anni e ad ogni Congresso ne viene rinnovato un terzo. Prima del nome di ogni senatore viene indicata la "classe", ovvero il ciclo di elezioni in cui è stato eletto. Per il 30º Congresso furono sottoposti ad elezione i senatori di classe 3.
Alabama
- 2. Dixon H. Lewis (D), fino al 25 ottobre 1848

     Benjamin Fitzpatrick (D), dal 25 novembre 1848
- 3. Arthur P. Bagby (D), fino al 16 giugno 1848

     William R. King (D), dal 1º luglio 1848
Arkansas
- 2. Chester Ashley (D), fino al 29 aprile 1848

     William K. Sebastian (D), dal 12 maggio 1848
- 3. Ambrose H. Sevier (D), fino al 15 marzo 1848

     Solon Borland (D), dal 30 marzo 1848
Carolina del Nord
- 2. Willie P. Mangum (W)
- 3. George E. Badger (W)

Carolina del Sud
- 2. John C. Calhoun (D)
- 3. Andrew Butler (D)

Connecticut
- 1. Jabez W. Huntington (W), fino al 1º novembre 1847

     Roger S. Baldwin (W), dall'11 novembre 1847
- 3. John M. Niles (D)

Delaware
- 1. John M. Clayton (W), fino al 23 febbraio 1849

     John Wales (W), dal 23 febbraio 1849
- 2. Presley Spruance (W)

Florida
- 1. David L. Yulee (D)
- 3. James D. Westcott, Jr. (D)

Georgia
- 2. John M. Berrien (W)
- 3. Walter T. Colquitt (D), fino al 4 febbraio 1848

     Herschel V. Johnson (D), da l4 febbraio 1848
Illinois
- 2. Stephen A. Douglas (D)
- 3. Sidney Breese (D)

Indiana
- 1. Jesse D. Bright (D)
- 3. Edward A. Hannegan (D)

Iowa
- 2. George Wallace Jones (D), dal 7 dicembre 1848
- 3. Augustus C. Dodge (D), dal 7 dicembre 1848

Kentucky
- 2. Joseph R. Underwood (W)
- 3. John J. Crittenden (W), fino al 12 giugno 1848

     Thomas Metcalfe (W), dal 23 giugno 1848
Louisiana
- 2. Solomon W. Downs (D)
- 3. Henry Johnson (W)

Maine
- 1. John Fairfield (D), fino al 24 dicembre 1847

     Wyman B. S. Moor (D), 5 gennaio-7 giugno 1848
     Hannibal Hamlin (D), dal 7 giugno 1848
- 2. James W. Bradbury (D)

Maryland
- 1. Reverdy Johnson (W)
- 3. James A. Pearce (W)

Massachusetts
- 1. Daniel Webster (W)
- 2. John Davis (W)

Michigan
- 1. Lewis Cass (D), fino al 29 maggio 1848

     Thomas Fitzgerald (D), dall'8 giugno 1848
- 2. Alpheus Felch (D)

Mississippi
- 1. Jesse Speight (D), fino al 1º maggio 1847

     Jefferson Davis (D), dal 10 agosto 1847
- 2. Henry S. Foote (D)

Missouri
- 1. Thomas H. Benton (D)
- 3. David R. Atchison (D)

New Hampshire
- 2. John P. Hale (ID)
- 3. Charles G. Atherton (D)

New Jersey
- 1. William L. Dayton (W)
- 2. Jacob W. Miller (W)

New York
- 1. Daniel S. Dickinson (D)
- 3. John A. Dix (D)

Ohio
- 1. Thomas Corwin (W)
- 3. William Allen (D)

Pennsylvania
- 1. Daniel Sturgeon (D)
- 3. Simon Cameron (D)

Rhode Island
- 1. Albert C. Greene (W)
- 2. John H. Clarke (W)

Tennessee
- 1. Hopkins L. Turney (D)
- 2. John Bell (W), dal 22 novembre 1847

Texas
- 1. Thomas J. Rusk (D)
- 2. Sam Houston (D)

Vermont
- 1. Samuel S. Phelps (W)
- 3. William Upham (W)

Virginia
- 1. James M. Mason (D)
- 2. Robert M:: T. Hunter (D)

Wisconsin
- 1. Henry Dodge (D), dall'8 giugno 1848
- 2. Isaac P. Walker (D), dall'8 giugno 1848

### Camera dei rappresentanti

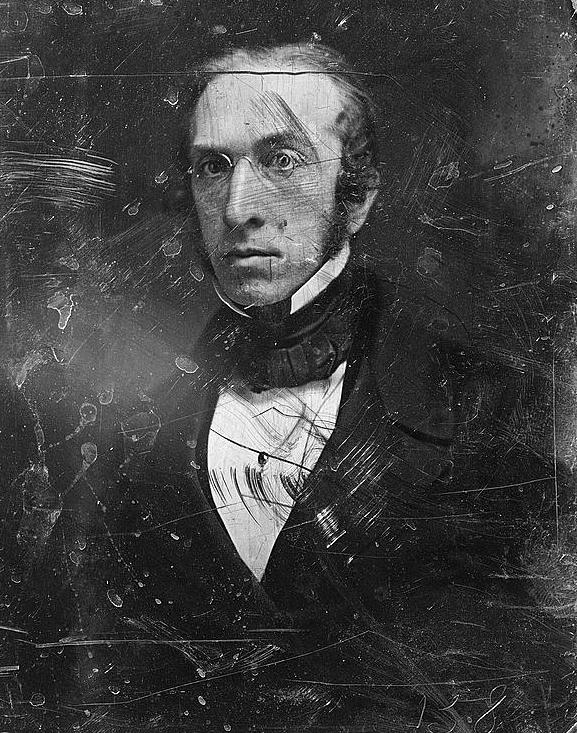
Lo Speaker della Camera Robert C. Winthrop

Nell'elenco, prima del nome del membro, viene indicato il distretto elettorale di provenienza o se quel membro è stato eletto in un collegio unico (at large).
Alabama
- 1. John Gayle (W)
- 2. Henry W. Hilliard (W)
- 3. Sampson Willis Harris (D)
- 4. Samuel Williams Inge (D)
- 5. George S. Houston (D)
- 6. Williamson R. W. Cobb (D)
- 7. Franklin W. Bowdon (D)

Arkansas
- At-large. Robert Ward Johnson (D)

Carolina del Nord
- 1. Thomas L. Clingman (W)
- 2. Nathaniel Boyden (W)
- 3. Daniel Moreau Barringer (W)
- 4. Augustine Henry Shepperd (W)

v5. Abraham Watkins Venable (D)
- 6. John R.J. Daniel (D)
- 7. James Iver McKay (D)
- 8. Richard Spaight Donnell (W)
- 9. David Outlaw (W)

Carolina del Sud
- 1. James A. Black (D), fino al 3 aprile 1848

     Daniel Wallace (D), dal 12 giugno 1848
- 2. Richard F. Simpson (D)
- 3. Joseph A. Woodward (D)
- 4. Alexander D. Sims (D), fino al 22 novembre 1848

    John McQueen (D), dal 12 febbraio 1849
- 5. Armistead Burt (D)
- 6. Isaac E. Holmes (D)
- 7. Robert Rhett (D)

Connecticut
- 1. James Dixon (W)
- 2. Samuel D. Hubbard (W)
- 3. John A. Rockwell (W)
- 4. Truman Smith (W)

Delaware
- At-large. John W. Houston (W)

Florida
- At-large. Edward C. Cabell (W)

Georgia
- 1. Thomas B. King (W)
- 2. Alfred Iverson Sr. (D)
- 3. John William Jones (W)
- 4. Hugh A. Haralson (D)
- 5. John H. Lumpkin (D)
- 6. Howell Cobb (D)
- 7. Alexander H. Stephens (W)
- 8. Robert A. Toombs (W)

Illinois
- 1. Robert Smith (ID)
- 2. John A. McClernand (D)
- 3. Orlando B. Ficklin (D)
- 4. John Wentworth (D)
- 5. William Alexander Richardson (D), fino al 6 dicembre 1847
- 6. Thomas J. Turner (D)
- 7. Abraham Lincoln (W)

Indiana
- 1. Elisha Embree (W)
- 2. Thomas J. Henley (D)
- 3. John L. Robinson (D)
- 4. Caleb B. Smith (W)
- 5. William W. Wick (D)
- 6. George Grundy Dunn (W)
- 7. Richard Wigginton Thompson (W)
- 8. John Pettit (D)
- 9. Charles W. Cathcart (D)
- 10. William R. Rockhill (D)

Iowa
- 1. William Thompson (D)
- 2. Shepherd Leffler (D)

Kentucky
- 1. Linn Boyd (D)
- 2. Beverly L. Clarke (D)
- 3. Samuel Peyton (D)
- 4. Aylette Buckner (W)
- 5. John Burton Thompson (W)
- 6. Green Adams (W)
- 7. Garnett Duncan (W)
- 8. Charles S. Morehead (W)
- 9. Richard French (D)
- 10. John P. Gaines (W)

Louisiana
- 1. Emile La Sére (D)
- 2. Bannon G. Thibodeaux (W)
- 3. John H. Harmanson (D)
- 4. Isaac E. Morse (D)

Maine
- 1. David Hammons (D)
- 2. Asa Clapp (D)
- 3. Hiram Belcher (W)
- 4. Franklin Clark (D)
- 5. Ephraim K. Smart (D)
- 6. James S. Wiley (D)
- 7. Hezekiah Williams (D)

Maryland
- 1. John G. Chapman (W)
- 2. James Dixon Roman (W)
- 3. Thomas W. Ligon (D)
- 4. Robert Milligan McLane (D)
- 5. Alexander Evans (W)
- 6. John W. Crisfield (W)

Massachusetts
- 1. Robert C. Winthrop (W)
- 2. Daniel P. King (W)
- 3. Amos Abbott (W)
- 4. John G. Palfrey (W)
- 5. Charles Hudson (W)
- 6. George Ashmun (W)
- 7. Julius Rockwell (W)
- 8. John Quincy Adams (W), fino al 23 febbraio 1848

     Horace Mann (W), dal 3 aprile 1848
- 9. Artemas Hale (W)
- 10. Joseph Grinnell (W)

Michigan
- 1. Robert McClelland (D)
- 2. Edward Bradley (D), fino al 5 agosto 1847

     Charles E. Stuart (D), dal 6 dicembre 1847
- 3. Kinsley S. Bingham (D)

Mississippi
- 1. Jacob Thompson (D)
- 2. Winfield S. Featherston (D)
- 3. Patrick W. Tompkins (W)
- 4. Albert G. Brown (D)

Missouri
- 1. James B. Bowlin (D)
- 2. John Jameson (D)
- 3. James S. Green (D)
- 4. Willard P. Hall (D)
- 5. John S. Phelps (D)

New Hampshire
- 1. Amos Tuck (I)
- 2. Charles H. Peaslee (D)
- 3. James Wilson II (W)
- 4. James Hutchins Johnson (D)

New Jersey
- 1. James G. Hampton (W)
- 2. William A. Newell (W)
- 3. Joseph E. Edsall (D)
- 4. John Van Dyke (W)
- 5. Dudley S. Gregory (W)

New York
- 1. Frederick William Lord (D)
- 2. Henry C. Murphy (D)
- 3. Henry Nicoll (D)
- 4. William B. Maclay (D)
- 5. Frederick A. Tallmadge (W)
- 6. David S. Jackson (D), fino al 19 aprile 1848

     Horace Greeley (W), dal 4 dicembre 1848
- 7. William Nelson (W)
- 8. Cornelius Warren (W)
- 9. Daniel B. St. John (W)
- 10. Eliakim Sherrill (W)
- 11. Peter H. Silvester (W)
- 12. Gideon Reynolds (W)
- 13. John I. Slingerland (W)
- 14. Orlando Kellogg (W)
- 15. Sidney Lawrence (D)
- 16. Hugh White (W)
- 17. George Petrie (ID)
- 18. William Collins (D)
- 19. Joseph Mullin (W)
- 20. Timothy Jenkins (D)
- 21. George Anson Starkweather (D)
- 22. Ausburn Birdsall (D)
- 23. William Duer (W)
- 24. Daniel Gott (W)
- 25. Harmon S. Conger (W)
- 26. William T. Lawrence (W)
- 27. John M. Holley (W), fino all'8 marzo 1848

     Esbon Blackmar (W), dal 4 dicembre 1848
- 28. Elias B. Holmes (W)
- 29. Robert L. Rose (W)
- 30. David Rumsey (W)
- 31. Dudley Marvin  (W)
- 32. Nathan Kelsey Hall (W)
- 33. Harvey Putnam (W)
- 34. Washington Hunt (W)

Ohio
- 1. James J. Faran (D)
- 2. David Fisher (W)
- 3. Robert C. Schenck (W)
- 4. Richard S. Canby (W)
- 5. William Sawyer (D)
- 6. Rodolphus Dickinson (D)
- 7. Jonathan D. Morris (D)
- 8. John L. Taylor (W)
- 9. Thomas O. Edwards (W)
- 10. Daniel Duncan (W)
- 11. John K. Miller (D)
- 12. Samuel F. Vinton (W)
- 13. Thomas Ritchey (D)
- 14. Nathan Evans (W)
- 15. William Kennon Jr. (D)
- 16. John D. Cummins (D)
- 17. George Fries (D)
- 18. Samuel Lahm (D)
- 19. John Crowell (W)
- 20. Joshua R. Giddings (W)
- 21. Joseph M. Root (W)

Pennsylvania
- 1. Lewis C. Levin (A)
- 2. Joseph R. Ingersoll (W)
- 3. Charles Brown (D)
- 4. Charles J. Ingersoll (D)
- 5. John Freedley (W)
- 6. John Westbrook Hornbeck (W), fino al 16 gennaio 1848

     Samuel A. Bridges (D), dal 6 marzo 1848
- 7. Abraham R. McIlvaine (W)
- 8. John Strohm (W)
- 9. John Ritter (D)
- 10. Richard Brodhead (D)
- 11. Chester P. Butler (W)
- 12. David Wilmot (D)
- 13. James Pollock (W)
- 14. George N. Eckert (W)
- 15. Henry Nes (W)
- 16. Jasper Ewing Brady (W)
- 17. John Blanchard (W)
- 18. Andrew Stewart (W)
- 19. Job Mann (D)
- 20. John Dickey (W)
- 21. Moses Hampton (W)
- 22. John W. Farrelly (W)
- 23. James Thompson (D)
- 24. Alexander Irvin  (W)

Rhode Island
- 1. Robert B. Cranston (W)
- 2. Benjamin B. Thurston (D)

Tennessee
- 1. Andrew Johnson (D)
- 2. William M. Cocke (W)
- 3. John H. Crozier (W)
- 4. Hugh Lawson White Hill (D)
- 5. George W. Jones (D)
- 6. James Houston Thomas (D)
- 7. Meredith P. Gentry (W)
- 8. Washington Barrow (W)
- 9. Lucien B. Chase (D)
- 10. Frederick P. Stanton (D)
- 11. William T. Haskell (W)

Texas
- 1. David S. Kaufman (D)
- 2. Timothy Pilsbury (D)

Vermont
- 1. William Henry (W)
- 2. Jacob Collamer (W)
- 3. George P. Marsh (W)
- 4. Lucius Benedict Peck (D)

Virginia
- 1. Archibald Atkinson (D)
- 2. George C. Dromgoole (D), fino al 27 aprile 1847

     Richard Kidder Meade (D), dal 5 agosto 1847
- 3. Thomas Flournoy (W)
- 4. Thomas S. Bocock (D)
- 5. William L. Goggin (W)
- 6. John Botts (W)
- 7. Thomas H. Bayly (D)
- 8. Richard L. T. Beale (D)
- 9. John S. Pendleton (W)
- 10. Henry Bedinger (D)
- 11. James McDowell (D)
- 12. William Ballard Preston (W)
- 13. Andrew S. Fulton (W)
- 14. Robert A. Thompson (D)
- 15. William G. Brown, Sr. (D)

Wisconsin
- 1. William Pitt Lynde (D), dall'8 giugno 1848
- 2. Mason C. Darling (D), dall'8 giugno 1848

#### Membri non votanti
- Territorio del Wisconsin: John Hubbard Tweedy (W), fino al 29 maggio 1848

     Henry Hastings Sibley (W), dal 30 ottobre 1848